# Carl Isak Bengtsson
Carl Isak Bengtsson (i riksdagen kallad Bengtsson i Össlöv Nästagård), född 15 januari 1832 i Berga församling, Kronobergs län, död där 19 maj 1888, var en svensk hemmansägare och riksdagspolitiker.
Bengtsson var hemmansägare i Össlöv i Berga socken. Han var ledamot av Kronobergs läns landsting. Han företrädde bondeståndet i Sunnerbo härad vid ståndsriksdagen 1865–1866 och var senare även ledamot av andra kammaren. Han var svärfar till vice talmannen i andra kammaren Otto Magnusson i Tumhult.